# Der Sohn des Mandingo
Der Sohn des Mandingo (Originaltitel: Slaughter’s Big Rip-Off) ist ein US-amerikanischer Actionfilm aus dem Jahr 1973, der zum Blaxploitation-Genre gehört, und die Fortsetzung des Films Slaughter von 1972.

## Handlung
Nachdem der Privatdetektiv und Ex-Elitesoldat Slaughter (im Vorgängerfilm) den Mord an seinen Eltern gerächt hat, ist der Mafiaboss Duncan nun hinter ihm her: Bei einer Gartenparty fliegt plötzlich ein Doppeldecker über dem Gelände und eröffnet das Feuer. Ein anderer Partygast wird getötet, doch Slaughter überlebt und will den Piloten und dessen Auftraggeber ausfindig machen. Der korrupte Polizeichef Crowder schützt ihn nicht, doch Detective Reynolds warnt ihn vor der Gefahr, in der er schwebt.
Reynolds weiß, dass Duncan in einem Safe in seinem Haus eine Liste mit Namen und Adressen von korrupten Politikern und Polizisten aufbewahrt, die von seiner Organisation bezahlt werden. In Reynolds’ Auftrag und zusammen mit dem Zuhälter und ehemaligen Safeknacker Joe Creole bricht Slaughter in das Haus ein und stiehlt die Liste. Dabei schrecken sie aber Duncans Sicherheitsteam auf und es kommt zu einer längeren Prügelei und Schießerei, bei der Slaughter und Creole nur knapp entkommen.
Währenddessen hat Duncan einen neuen Killer namens Kirk beauftragt, den Piloten und den erfolglosen Schützen aus dem Flugzeug umzubringen. Nun soll Kirk auch Slaughter erledigen. Dieser ist sich der Gafahr bewusst und zieht in eine neue Wohnung, wo er auch seine Freundin Marcia unterbringt. Kirk und seine Handlanger töten Creole, und Detective Reynolds wird kurz vor der Übergabe der Adressenliste angeschossen. Slaughter wird zum Haus seiner Geliebten Norja gelockt und dort von zwei Schlägern, offenbar im Auftrag Crowders, überwältigt. Im letzten Moment kann Norja einen der Schläger erschießen und so Slaughter das Leben retten.
Zur gleichen Zeit hat Kirk Marcia aus Slaughters Wohnung entführt und fordert die Adressenliste gegen ihre Freilassung. Slaughter geht darauf ein, Marcia darf im Auto wegfahren, doch kurz darauf wird sie von einem Polizisten angehalten, der sich als verkleideter Handlanger Kirks entpuppt. Slaughter soll nun zu Marcia ins Auto zu steigen und sie wird mit vorgehaltener Waffe gezwungen, auf eine Klippe zuzufahren und mit dem Auto ins Meer zu stürzen. Kirk hält den Sturz für tödlich, doch Slaughter gelingt es, Marcia aus dem Auto zu befreien und an den Strand zu retten.
Nun nimmt Slaughter Rache: Er dringt mit einer Maschinenpistole in Duncans Versteck ein, wo gerade die Einnahmen aus dessen Drogen-, Spielhöllen- und Prostitutionsgeschäften gezählt werden, und richtet unter Duncans Wachen und Komplizen ein Blutbad an, bis er schließlich auch Duncan selbst und, in einem letzten Showdown, Kirk tötet. Endlich kann er Reynolds, der sich inzwischen von seiner Schusswunde erholt hat, die Adressenliste übergeben. Im Gegenzug hat Reynolds ihm einen gefälschten Reisepass und ein Flugticket nach Paris besorgt.

## Produktion
Der vom Filmstudio American International Pictures produzierte Film wurde in Miami gedreht und kam am 31. August 1973 in die amerikanischen Kinos. In Österreich und (West-)Deutschland erschien er im März 1977. Trotz der Ähnlichkeit des deutschen Titels zu den zuvor erschienenen Filmen Mandingo und Die Sklavenhölle der Mandingos gibt es keinerlei inhaltliche Bezüge zu diesen Filmen.
Ab 1983 wurde Der Sohn des Mandingo auf VHS veröffentlicht, ab 2001 auf DVD.

## Synchronisation
| Rolle     | Darsteller       | Synchronsprecher   |
| --------- | ---------------- | ------------------ |
| Slaughter | Jim Brown        | Hartmut Neugebauer |
| Reynolds  | Brock Peters     | Manfred Seipold    |
| Marcia    | Gloria Hendry    | Manuela Renard     |
| Kirk      | Don Stroud       | Sigmar Solbach     |
| Cleveland | Scatman Crothers | Herbert Weicker    |

## Rezeption
„Ein vom Rachemotiv beherrschter und nur mäßig spannender Gangsterfilm.“